# Stephanie Herold
Stephanie Herold (* 1979 in Hanau) ist eine deutsche Denkmalpflegerin und Professorin für Städtebauliche Denkmalpflege und Urbanes Kulturerbe an der Technischen Universität Berlin.

## Leben
Von 1998 bis 2005 studierte sie Kunstgeschichte und Europäische Ethnologie in Bamberg, Bergen und Berlin und von 2005 bis 2007 Denkmalpflege an der TU Berlin. Sie promovierte 2016 an der TU Berlin mit einer Arbeit zur Rolle „des Schönen“ im denkmaltheoretischen Diskurs. Von 2016 bis 2021 arbeitete sie als wissenschaftliche Mitarbeiterin am Kompetenzzentrum Denkmalwissenschaften und Denkmaltechnologien (KDWT) der Otto-Friedrich-Universität Bamberg. Hier leitete sie das DFG-Projekt Architektur- und Planungskollektive der DDR: Institutionelle Strukturen und kreative Prozesse in der sozialistischen Architekturproduktion. Seit dem Wintersemester 2021/2022 ist sie Professorin am Institut für Stadt- und Regionalplanung an der TU Berlin. Sie gehört als Expertin für Städtebauliche Denkmalpflege und Kulturerbe zu den Forscherinnen des Lab – Lausitz Art of Building.
Ihre Forschungsschwerpunkte sind Geschichte und Theorie der Denkmalpflege, Denkmalwahrnehmung, Ästhetik und Emotionen, kulturelles Erbe in Osteuropa, Architektur der Nachkriegsmoderne und Postmoderne und Planungsgeschichte.

## Schriften (Auswahl)

### Monographien
- Inszenierungen von Geschichte und Landschaft. Schwedische Malerei um 1900. VDM Verlag Dr. Müller, Saarbrücken 2007, ISBN 978-3-8364-5120-8.
- „nicht, weil wir es für schön halten“. Zur Rolle des Schönen in der Denkmalpflege.transcipt, Bielefeld 2018, ISBN 978-3-8376-3936-0.

### Beiträge in Sammelwerken
- Werte, Wünsche, Utopien Die Inwertsetzung städtebaulicher Planungen seit den 1960er Jahren zwischen Interpretation und Projektion, in: Julia Ess et al. (Hrsg.): WerteWandel. Prozesse, Strategien und Konflikte in der gebauten Umwelt, Verlag Birkhäuser, Basel 2021, ISBN 978-3-0356-2324-6, S. 123–134.

### Herausgeberschaften
- mit Benjamin Langer, Julia Lechler: Reading the City. Urban Space and Memory in Skopje, Universitätsverlag der Technischen Universität Berlin, 2010. ISBN 978-3-7983-2129-8
- mit Biljana Stefanovska: 45+. Post-War Modern Architecture in Europe, Universitätsverlag der Technischen Universität Berlin, 2012. ISBN 978-3-7983-2435-0
- mit Thorsten Dame, Andreas Salgo: Re-Vision-IBA '87. 25 Jahre Internationale Bauausstellung Berlin 1987, Berlin, 2012.
- mit Maren Harnack, Sebastian Haumann, Karin Berkemann, Mario Tvrtkovic, Tobias Michael Wolf: Community spaces. Conception, appropriation, identity, Universitätsverlag der TU Berlin, Berlin, 2015, ISBN 978-3-7983-2713-9, doi:10.14279/depositonce-4302.
- mit Anneli Randla, Ingrid Scheurmann: Renationalisierung oder Sharing heritage. Wo steht die Denkmalpflege im Europäischen Kulturerbejahr 2018?, Arbeitskreis Theorie und Lehre der Denkmalpflege e.V., Verlag Jörg Mitzkat, Holzminden, 2019. ISBN 978-3-95954-076-6
- mit Carmen M. Enss: Riesen in der Stadt. Qualitäten großer Bauten der 1960er und 1970er Jahre in Franken. Otto-Friedrich-Universität Bamberg, Bamberg 2019.
- mit Christian Raabe: Erhaltung. Akteure, Interessen, Utopien, Arbeitskreis Theorie und Lehre der Denkmalpflege e.V., Verlag Jörg Mitzkat, Holzminden, 2020. ISBN 978-3-95954-090-2
- mit Sylvia Butenschön, Jurek Elzanowski, Kirsten Krepelin, Frauke Michler, Gülsah Stapel, Simone Bogner: Denkmalwelten und Erbediskurse. Festschrift für Gabi Dolff, urbanophil, Berlin, 2021. ISBN 978-3-9820586-4-1
- mit Gerhard Vinken: Denkmal_Emotion. Politisierung – Mobilisierung – Bindung, Arbeitskreis Theorie und Lehre der Denkmalpflege e.V., Verlag Jörg Mitzkat, Holzminden, 2021. ISBN 978-3-95954-109-1
- mit Johanna Blokker, Carmen M. Enss: Politiken des Erbens in Urbanen Räumen. Festschrift für Gerhard Vinken, transcript Verlag, Bielefeld, 2021. ISBN 978-3-8376-5541-4
- mit Harald Engler, Scarlett Wilks: Kollektiv und Kollaborativ. Positionen gemeinschaftlichen Arbeitens in der Architektur und Planung vom 20. Jahrhundert bis zu Gegenwart, Bamberg, 2022.
- mit Stefanie Brünenberg, Harald Engler, Dirk Fordtran, Sophie Stackmann, Scarlett Wilks: Das Kollektiv. Formen und Vorstellungen gemeinschaftlicher Architekturproduktion in der DDR, urbanophil, Berlin, 2022. ISBN 978-3-9824959-0-3